# Premio al Entrenador del Año de la K League
El Premio al Entrenador del Año de la K League es un premio de fútbol para los entrenadores de la K League. El premio se otorga al entrenador considerado más valioso de la liga cada temporada.

## Ganadores

### K League 1 (1983-presente)
| Año  | Entrenador       | Club                    | Nacionalidad  |
| ---- | ---------------- | ----------------------- | ------------- |
| 1983 | Ham Heung-chul   | Hallelujah FC           | Corea del Sur |
| 1984 | Chang Woon-soo   | Daewoo Royals           | Corea del Sur |
| 1985 | Park Se-hak      | Lucky-Goldstar Hwangso  | Corea del Sur |
| 1986 | Choi Eun-taek    | POSCO Atoms             | Corea del Sur |
| 1987 | Lee Cha-man      | Daewoo Royals           | Corea del Sur |
| 1988 | Lee Hoe-taik     | POSCO Atoms             | Corea del Sur |
| 1989 | Kim Jung-nam     | Yukong Elephants        | Corea del Sur |
| 1990 | Ko Jae-wook      | Lucky-Goldstar Hwangso  | Corea del Sur |
| 1991 | Bertalan Bicskei | Daewoo Royals           | Hungría       |
| 1992 | Lee Hoe-taik     | POSCO Atoms             | Corea del Sur |
| 1993 | Park Jong-hwan   | Ilhwa Chunma            | Corea del Sur |
| 1994 | Park Jong-hwan   | Ilhwa Chunma            | Corea del Sur |
| 1995 | Park Jong-hwan   | Ilhwa Chunma            | Corea del Sur |
| 1996 | Ko Jae-wook      | Ulsan Hyundai Horangi   | Corea del Sur |
| 1997 | Lee Cha-man      | Busan Daewoo Royals     | Corea del Sur |
| 1998 | Kim Ho           | Suwon Samsung Bluewings | Corea del Sur |
| 1999 | Kim Ho           | Suwon Samsung Bluewings | Corea del Sur |
| 2000 | Cho Kwang-rae    | Anyang LG Cheetahs      | Corea del Sur |
| 2001 | Cha Kyung-bok    | Seongnam Ilhwa Chunma   | Corea del Sur |
| 2002 | Cha Kyung-bok    | Seongnam Ilhwa Chunma   | Corea del Sur |
| 2003 | Cha Kyung-bok    | Seongnam Ilhwa Chunma   | Corea del Sur |
| 2004 | Cha Bum-kun      | Suwon Samsung Bluewings | Corea del Sur |
| 2005 | Chang Woe-ryong  | Incheon United          | Corea del Sur |
| 2006 | Kim Hak-beom     | Seongnam Ilhwa Chunma   | Corea del Sur |
| 2007 | Sérgio Farias    | Pohang Steelers         | Brasil        |
| 2008 | Cha Bum-kun      | Suwon Samsung Bluewings | Corea del Sur |
| 2009 | Choi Kang-hee    | Jeonbuk Hyundai Motors  | Corea del Sur |
| 2010 | Park Kyung-hoon  | Jeju United             | Corea del Sur |
| 2011 | Choi Kang-hee    | Jeonbuk Hyundai Motors  | Corea del Sur |
| 2012 | Choi Yong-soo    | FC Seoul                | Corea del Sur |
| 2013 | Hwang Sun-hong   | Pohang Steelers         | Corea del Sur |
| 2014 | Choi Kang-hee    | Jeonbuk Hyundai Motors  | Corea del Sur |
| 2015 | Choi Kang-hee    | Jeonbuk Hyundai Motors  | Corea del Sur |
| 2016 | Hwang Sun-hong   | FC Seoul                | Corea del Sur |
| 2017 | Choi Kang-hee    | Jeonbuk Hyundai Motors  | Corea del Sur |
| 2018 | Choi Kang-hee    | Jeonbuk Hyundai Motors  | Corea del Sur |
| 2019 | José Morais      | Jeonbuk Hyundai Motors  | Portugal      |
| 2020 | Kim Gi-dong      | Pohang Steelers         | Corea del Sur |
| 2021 | Kim Sang-sik     | Jeonbuk Hyundai Motors  | Corea del Sur |
| 2022 | Hong Myung-bo    | Ulsan Hyundai           | Corea del Sur |
| 2023 | Hong Myung-bo    | Ulsan Hyundai           | Corea del Sur |

### K League 2 (2013-presente)
| Año  | Entrenador              | Club            | Nacionalidad  |
| ---- | ----------------------- | --------------- | ------------- |
| 2013 | Park Hang-seo           | Sangju Sangmu   | Corea del Sur |
| 2014 | Cho Jin-ho              | Daejeon Citizen | Corea del Sur |
| 2015 | Cho Duck-je             | Suwon FC        | Corea del Sur |
| 2016 | Son Hyun-jun (interino) | Daegu FC        | Corea del Sur |
| 2017 | Kim Jong-boo            | Gyeongnam FC    | Corea del Sur |
| 2018 | Park Dong-hyuk          | Asan Mugunghwa  | Corea del Sur |
| 2019 | Park Jin-sub            | Gwangju FC      | Corea del Sur |
| 2020 | Nam Ki-il               | Jeju United     | Corea del Sur |
| 2021 | Kim Tae-wan             | Gimcheon Sangmu | Corea del Sur |
| 2022 | Lee Jung-hyo            | Gwangju         | Corea del Sur |
| 2023 | Ko Jeong-woon           | Gimpo           | Corea del Sur |